# Onda superficiale

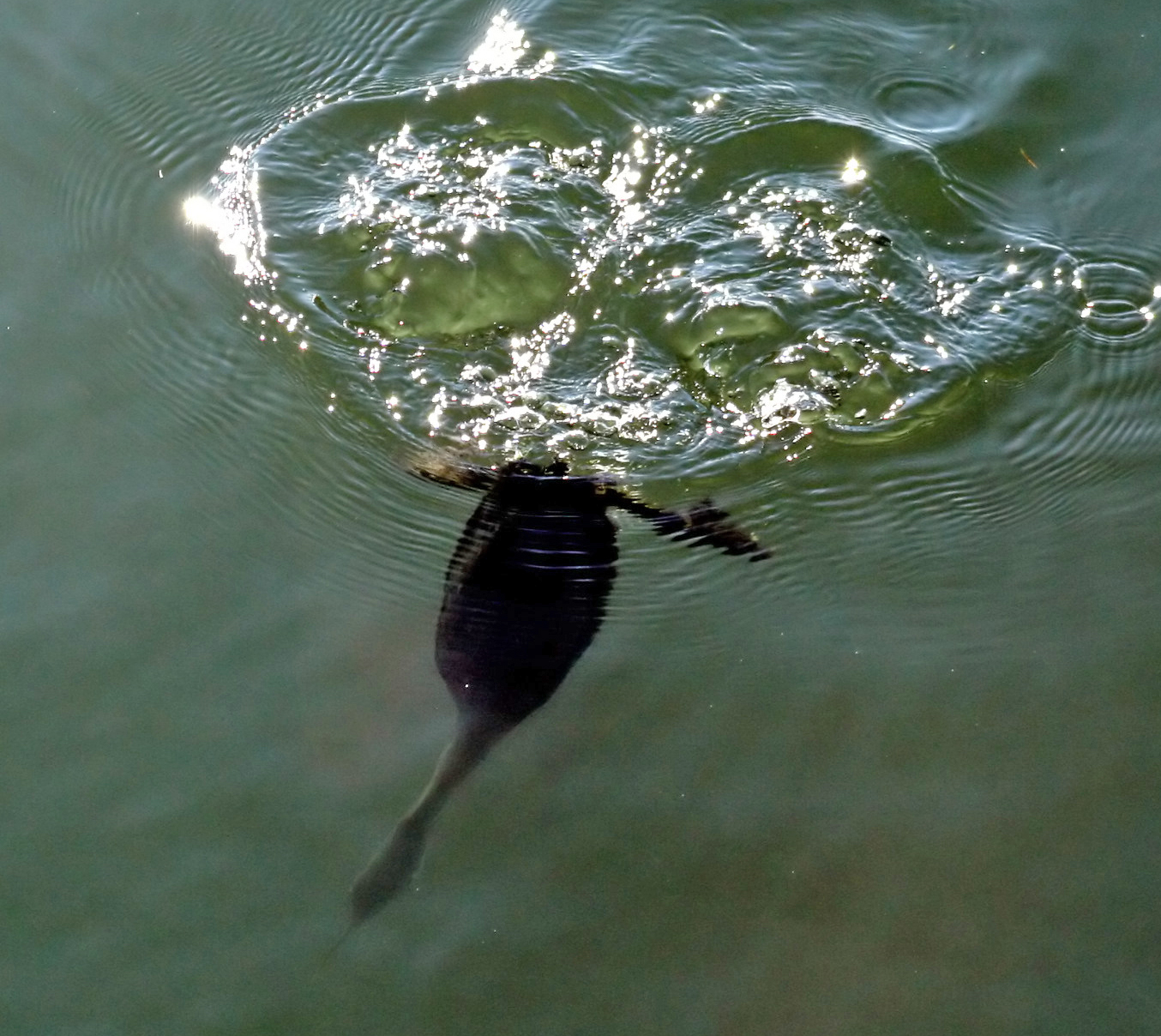
Tuffandosi, il tuffetto crea onde superficiali

In fisica, un'onda superficiale, anche detta onda di superficie, è un'onda che si propaga lungo l'interfaccia tra differenti mezzi, di solito due fluidi con densità differenti.
Nelle radio trasmissioni, un'onda di terra è un'onda di superficie che si propaga vicino alla superficie della Terra.

## Onde meccaniche
In sismologia ci si imbatte in diversi tipi di onde di superficie. Le onde di superficie, in questo senso meccanico, sono comunemente note sia come onde di Love (onde L) sia come onde di Rayleigh, un'onda sismica è un'onda che viaggia attraverso la Terra, spesso come il risultato di un terremoto o un'esplosione. Le onde di Love hanno moto trasversale (il movimento è perpendicolare alla direzione dello spostamento, come le onde della luce), mentre le onde di Rayleigh hanno moto sia longitudinale (movimento parallelo alla direzione dello spostamento, come le onde sonore) che trasversale. Le onde sismiche sono studiate da sismologi e misurate dai sismografi o sismometri. Le onde di superficie abbracciano un largo campo di frequenza, e il periodo di tempo delle onde più dannose è di solito di 10 secondi o più lungo. Le onde di superficie, prodotte da i più grandi terremoti, possono viaggiare attorno al globo diverse volte.
L'onda di superficie può descrivere onde sopra un oceano, anche quando esse sono approssimate dalle funzioni di Airy e sono più propriamente chiamate onde striscianti. Esempi sono le onde sulla superficie dell'acqua e nell'aria (onde superficiali oceaniche), o ondulazioni sulla sabbia nell'interfaccia con acqua ed aria. Un altro esempio sono le onde interne, che possono essere trasmesse lungo l'interfaccia di due masse d'acqua di differenti densità.

## Onde elettromagnetiche
Le onde terrestri si riferiscono alla propagazione di onde radio vicino o sulla superficie della Terra. Queste onde di superficie sono anche genericamente note come onde superficiali di Norton, onde di Zenneck, onde di Sommerfeld o onde scivolanti.

### Radiopropagazione
Le frequenze più basse, specialmente le radiodiffusioni in AM ad onde medie (talvolta dette "frequenza media") e le bande ad onde lunghe (e altri tipi di radiofrequenze inferiori), viaggiano efficientemente come le onde di superficie. Questo perché sono molto efficacemente diffratte dalla forma della Terra per le loro basse frequenze. Viene anche presa in considerazione la riflessione ionosferica, la quale riflette le frequenze incluse in una certa banda, spesso mutante a causa delle condizioni solari. La Terra ha un indice di rifrazione e l'atmosfera ne ha un altro, di conseguenza viene a formarsi un'interfaccia che sostiene la trasmissione dell'onda di superficie.
Un modo longitudinale di una Cavità risonante è un particolare tipo di onda stazionaria formata da onde confinate nella cavità. Le onde longitudinali corrispondenti alle lunghezze d'onda permesse dalla cavità sono rinforzate dall'interferenza costruttiva dopo molte riflessioni dalla superficie riflettente della cavità.
La conduttività della superficie riguarda la propagazione di onde terrestri, con più superfici conduttive come l'acqua fornendo una migliore propagazione. Incrementando la conduttività in una superficie risulta molta dissipazione. Gli indici di rifrazione sono soggetti ai mutamenti spaziali e temporali. Poiché il suolo non è un conduttore elettrico perfetto, le onde terrestri vengono attenuate nel seguire la superficie della Terra.
La maggior parte della radiocomunicazione ad onda lunga in LF (fra 30 kHz e 300 kHz) a lunga distanza è il risultato della propagazione dell'onda terrestre. Le radiotrasmissioni (frequenze tra 300 kHz e 3000 kHz) dell'onda media ha la proprietà di seguire la curvatura della terra (l'onda terrestre) nella maggioranza degli eventi. Alle basse frequenze, le perdite terrestri sono basse e diventano più basse a frequenze più basse. Le frequenze VLF e LF sono soprattutto usate per le comunicazioni militari, specialmente con navi e sottomarini.
Le onde di superficie sono state usate nel radar sull'orizzonte. Con lo sviluppo della radio, le onde di superficie furono usate in modo esteso. I primi servizi radio commerciali e professionali si relazionarono esclusivamente sull'onda lunga, basse frequenze e propagazione dell'onda terrestre. Per prevenire interferenze con questi servizi, trasmettitori amatoriali e sperimentali furono vincolati alle frequenze più alte (HF), avendo l'impressione che fossero inservibili dato che il campo dell'onda terrestre era limitato. Sulla scoperta di altri modi possibili di propagazione delle frequenze ad onde medie e ad onde corte, i vantaggi della HF per scopi commerciali e militari divenne evidente. La sperimentazione amatoriale fu allora confinata solo a frequenze autorizzate in un dato campo d'azione.
Onde medie ed onde corte si riflettono fuori della ionosfera di notte, fenomeno noto come onda del cielo (skywave). Poiché il vento solare "soffia" la ionosfera verso la Terra durante il lato diurno, e lontano da essa durante il lato notturno, questo "specchio" naturale per le onde radio è molto più vicino alla superficie durante il giorno. Ciò impedisce la propagazione dell'alta frequenza essendo molto efficace nelle ore di luce. Nella notte, le trasmissioni ad onde medie e ad onde corte viaggiano meglio a causa dell'onda del cielo (skywave). Le onde terrestri non includono le onde ionosferiche e troposferiche.

### Teoria del campo della microonda
Dentro la teoria del campo della microonda, l'indice di rifrazione di molte cavità costituisce un'interfaccia che sostiene la "trasmissione di onde superficiali". Le onde superficiali sono state studiate come parte delle linee di trasmissione e alcune possono essere considerate come linea di trasmissione a filo singolo (single-wire).
Caratteristiche e utilizzazioni dei fenomeni dell'onda superficiale elettrica includono:
- I componenti del campo dell'onda diminuisce con la distanza dall'interfaccia. [senza fonte]
- L'energia ottica non viene convertita dal campo dell'onda di superficie in un'altra forma di energia e l'onda non possiede un normale diretto componente all'interfaccia di superficie.  [senza fonte]
- Nella trasmissione a fibra ottica, le onde evanescenti sono onde di superficie.  [senza fonte]

### Brevetti
- (EN)  (EN)  US2685068, United States Patent and Trademark Office, Stati Uniti d'America., "Surface wave transmission line". George J. E. Goubau
- (EN)  (EN)  US2921277, United States Patent and Trademark Office, Stati Uniti d'America., "Launching and receiving of surface waves". George J. E. Goubau.

### Standard e dottrine
- (EN)  "Surface wave Archiviato il 3 settembre 2017 in Internet Archive.". Telecom Glossary 2000, ATIS Committee T1A1, Performance and Signal Processing, T1.523-2001.
- (EN)  "Surface wave", Federal Standard 1037C.
- (EN)  "Surface wave", MIL-STD-188
- (EN)  "Multi-service tactics, techniques, and procedures for the High-Frequency Automatic Link Establishment (HF-ALE): FM 6-02.74; MCRP 3-40.3E; NTTP 6-02.6; AFTTP(I) 3-2.48; COMDTINST M2000.7" Sept., 2003.

### Giornali e documenti
Zenneck, Sommerfeld, e Norton
- (FR) J. Zenneck, (translators: P. Blanchin, G. Guérard, É. Picot), "Précis de télégraphie sans fil : complément de l'ouvrage : Les oscillations électromagnétiques et la télégraphie sans fil",  Paris : Gauthier-Villars, 1911. viii, 385 p. : ill. ; 26 cm. (Tr. Precisions of wireless telegraphy:  complement of the work:  Electromagnetic oscillations and wireless telegraphy)
- (DE)  J. Zenneck, "Über die Fortpflanzung ebener elektromagnetischer Wellen Mngs einer ebenen Leiterflache und ihre Beziehung zur drahtlosen Telegraphie", Ann. der Phwk, vol. 23, pp. 846–866, Sept. 1907. (Tr. "Over the reproduction of even electromagnetic waves of an even leader-flat and their relationship with the wireless telegraphy" )
- (DE)  J. Zenneck, "Elektromagnetische Schwingungen und drahtlose Telegraphie", gart, F. Enke, 1905. xxvii, 1019 p. : ill. ; 24 cm. (Tr. "Electromagnetic oscillations and wireless telegraphy.")
- (EN)  J. Zenneck, (translator: A.E. Seelig) "Wireless telegraphy,", New York [etc.] McGraw-Hill Book Company, inc., 1st ed. 1915. xx, 443 p. illus., diagrs. 24 cm. LCCN 15024534 (ed. "Bibliography and notes on theory" p. 408-428.)
- (DE)  A. Sommerfeld, "Fortpffanzung elektrodynamischer Wellen an einem zylindnschen Leiter", Ann. der Physik und Chemie, vol. 67, pp. 233–290, Dec 1899. (Tr. Reproduction of electro-dynamic waves at a cylinder leader)
- (DE)  A. Sommerfeld, "Über die Ausbreitlung der Wellen in der drahtlosen Telegraphie", Annalen der Physik, Vol. 28, March, 1909, pp. 665-736.  (Tr. Over the Propagation of the waves in the wireless telegraphy)
- (EN)  A. Sommerfeld, "Propagation of waves in wireless telegraphy", Ann. Phys., vol. 81, pp. 1367–1153, 1926.
- (EN)  K. A. Norton, "The propagation of radio waves over the surface of the earth and in the upper atmosphere", Proc. IRE, vol. 24, pp. 1367–1387, 1936.
- (EN)  K. A. Norton, "The calculations of ground wave field intensity over a finitely conducting spherical earth", Proc. IRE, vol. 29, pp. 623–639, 1941.

Wait
- (EN)  Wait, J. R., "Lateral Waves and the Pioneering Research of the Late Kenneth A Norton".
- (EN)  Wait, J. R., and D. A. Hill, "Excitation of the HF surface wave by vertical and horizontal apertures". Radio Science, 14, 1979, pp 767-780.
- (EN)  Wait, J. R., and D. A. Hill, "Excitation of the Zenneck surface by a vertical aperture", Radio Science, 13, 1978, pp. 967-977.
- (EN)  Wait, J. R., "A note on surface waves and ground waves", IEEE Transactions on Antennas and Propagation, Nov 1965. Vol. 13, Issue 6, pg 996- 997 ISSN 0096-1973
- (EN)  Wait, J. R., "The ancient and modern history of EM ground-wave propagation". IEEE Antennas Propagat. Mag., vol. 40, pp. 7–24, Oct. 1998.
- (EN)  Wait, J. R., "Appendix C: On the theory of ground wave propagation over a slightly roughned curved earth", Electromagnetic Probing in Geophysics. Boulder, CO., Golem, 1971, pp. 37–381.
- (EN)  Wait, J. R., "Electromagnetic surface waves", Advances in Radio Research, 1, New York, Academic Press, 1964, pp. 157-219.

Altri
- (EN)  R. E. Collin, "Hertzian Dipole Radiating Over a Lossy Earth or Sea: Some Early and Late 20th-Century Controversies", Antennas and Propagation Magazine, 46, 2004, pp. 64-79.
- (EN)  F. J. Zucker, "Surface wave antennas and surface wave excited arrays", Antenna Engineering Handbook, 2nd ed., R. C. Johnson and H. Jasik, Eds. New York: McGraw-Hill, 1984.
- (EN)  Hill, D. and J.R Wait, "Excitation of the Zenneck Surface Wave by a Vertical Aperture", Radio Science, Vol. 13, No. 6, November-December, 1978, pp. 969-977.
- (EN)  Yu. V. Kistovich, "Possibility of Observing Zenneck Surface Waves in Radiation from a Source with a Small Vertical Aperture", Soviet Physics Technical Physics, Vol. 34, No.4, April, 1989, pp. 391-394.
- (EN)  V. I. Baĭbakov, V. N. Datsko, Yu. V. Kistovich, "Experimental discovery of Zenneck's surface electromagnetic waves", Sov Phys Uspekhi, 1989, 32 (4), 378-379.
- (EN)  Corum, K. L. and J. F. Corum, "The Zenneck Surface Wave", Nikola Tesla, Lightning Observations, and Stationary Waves, Appendix II. 1994.
- (EN)  M. J. King and J. C. Wiltse, "Surface-Wave Propagation on Coated or Uncoated Metal Wires at Millimeter Wavelengths". J. Appl. Phys., vol. 21, pp. 1119–1128; November,
- (EN)  Georg Goubau, "Surface waves and their application to transmission lines", J. Appl. Phys., vol. 21, pp. 1119–1128; November, 1950.
- (EN)  M. J. King and J. C. Wiltse, "Surface-Wave Propagation on a Dielectric Rod of Electric Cross-Section." Electronic Communications, Inc., Tirnonium: kld. Sci. Rept.'No. 1, AFCKL Contract No. AF 19(601)-5475; August, 1960.
- (EN)  T. Kahan and G. Eckart, "On the Electromagnetic Surface Wave of Sommerfeld", Phys. Rev. 76, 406–410 (1949).

### Altri mezzi
- (EN)   L.A. Ostrovsky (ed.), "Laboratory modeling and theoretical studies of surface wave modulation by a moving sphere", m, Oceanic and Atmospheric Research Laboratories, 2002. OCLC 50325097